# 円板被覆問題
円板被覆問題（えんばんひふくもんだい）とは、単位円板を n 枚の円板で被覆しようとするとき、被覆可能である最小の半径 r(n) を求める問題である。また、円板の半径を特定のεとし、単位円板を被覆可能な最小の個数 n を求める問題でもある。集合被覆問題の特殊な例といえる。
最適な解として、以下の様なものが知られている
| n  | r(n)                                                   | 対称性                               |
| -- | ------------------------------------------------------ | ------------------------------------ |
| 1  | 1                                                      | 全方向                               |
| 2  | 1                                                      | 全方向(2枚の円板が重なっている状態） |
| 3  | {\displaystyle {\sqrt {3}}/2} =0.866025...             | 120°回転、3-鏡映                     |
| 4  | {\displaystyle {\sqrt {2}}/2} =0.707107...             | 90°回転、4-鏡映                      |
| 5  | 0.609382...                                            | 1-鏡映                               |
| 6  | 0.555905...                                            | 1-鏡映                               |
| 7  | {\displaystyle 1/2} =0.5                               | 60°回転、6-鏡映                      |
| 8  | 0.445041...                                            | 360/7° ≒ 51.4°回転、7-鏡映           |
| 9  | {\displaystyle {\frac {1}{1+{\sqrt {2}}}}}=0.414213... | 45°回転、8-鏡映                      |
| 10 | 0.394930...                                            | 36°回転、9-鏡映                      |
| 11 | 0.380083...                                            | 1-鏡映                               |
| 12 | 0.361141...                                            | 120°回転、3-鏡映                     |

## 被覆方法
半径約0.6の6つの円板（実践）で被覆された単位円板（破線）の例を考える。被覆するための円板の1つは中央に配置され、残りの5つはその周りに対称的に配置される。
r(7), r(8), r(9), r(10)も中央に1つの円板を配置し、残りをその周囲に並べることで求められる。そして、周囲の円が接する位置を示すθは、上記の表の「対称性」の列に示す。実際の配置は “circles covering circles”. 2017年10月30日閲覧。を参照。